# دیوی (دهانه)
دیوی یک دهانه برخوردی در ماه‌ است.

## دهانه‌های اقماری
این دهانه ۷ دهانه اقماری دارد.
| Davy | عرض جغرافیایی | طول جغرافیایی | قطر          |
| ---- | ------------- | ------------- | ------------ |
| A    | ۱۲.۲° S       | ۷.۷° W        | ۱۵.۰ کیلومتر |
| C    | ۱۱.۲° S       | ۷.۰° W        | ۳.۰ کیلومتر  |
| B    | ۱۰.۸° S       | ۸.۹° W        | ۷.۰ کیلومتر  |
| G    | ۱۰.۴° S       | ۵.۱° W        | ۱۶.۰ کیلومتر |
| K    | ۱۰.۲° S       | ۹.۵° W        | ۳.۰ کیلومتر  |
| U    | ۱۲.۹° S       | ۷.۱° W        | ۳.۰ کیلومتر  |
| Y    | ۱۱.۰° S       | ۷.۱° W        | ۷۰.۰ کیلومتر |